# Paragraciella schoudeteni
Paragraciella schoudeteni är en skalbaggsart som beskrevs av Stefan von Breuning 1934. Paragraciella schoudeteni ingår i släktet Paragraciella och familjen långhorningar. Inga underarter finns listade i Catalogue of Life.